# Black Shining Leather
Black Shining Leather er debutalbummet fra det norske black metal-band Carpathian Forest.

## Spor
1. "Black Shining Leather" – 4:32
2. "The Swordsmen" – 4:07
3. "Death Triumphant" – 4:27
4. "Sadomasochistic" – 4:02
5. "Lupus" – 3:06
6. "Pierced Genitalia" – 4:18
7. "In Silence I Observe" – 3:42
8. "Lunar Nights" – 6:34
9. "Third Attempt" – 3:18
10. "The Northern Hemisphere" – 6:42
11. "A Forest" – 5:57 (The Cure Cover)